# Pont de Thorp Arch
Le pont de Thorp Arch (en anglais : Thorp Arch Bridge), aussi appelé pont de Boston Spa (Boston Spa Bridge) est un pont voûté qui traverse la Wharfe et relie les villages de Thorp Arch et de Boston Spa dans le Yorkshire de l'Ouest, en Angleterre. Il est classé monument de Grade II,.

## Historique
Le pont est ouvert en 1770,.

## Description
Le pont est fait de calcaire magnésien (en) taillé,.
Il comporte cinq portées à voûtes, dont deux se trouvent aujourd'hui sur le cours de la Wharfe. La voûte centrale est pourvue de becs surmontées de parapets avancés au niveau du tablier,.